# Vassmolösa

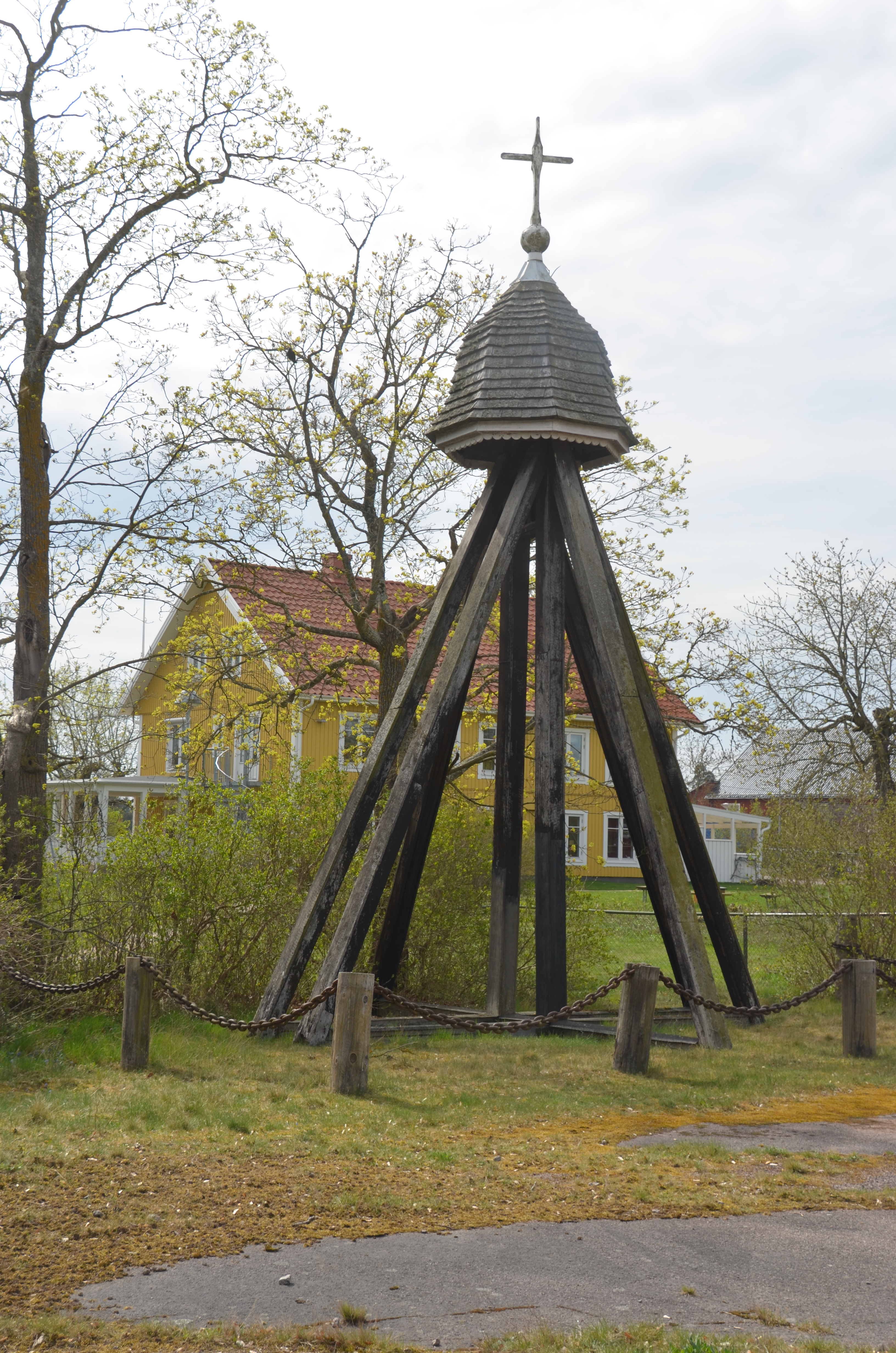
Klockstapeln vid Södra Möre härads tingshus vid Karlskronavägen

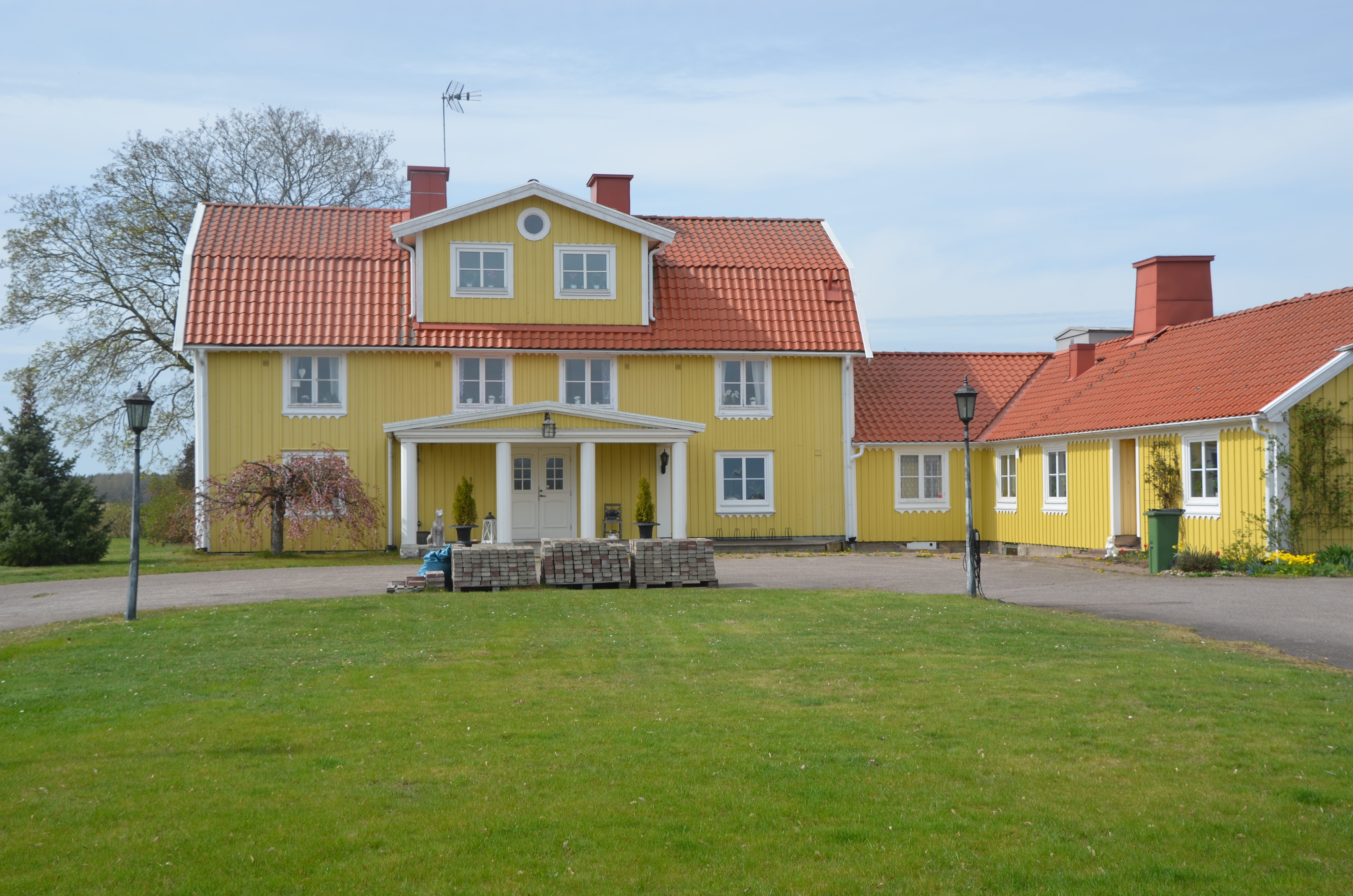
Tidigare Vassmolösa gästgiveri vid Karlskronavägen, den tidigare E22

Vassmolösa är en tätort i Kalmar kommun i Kalmar län. Orten var 1899-1965 
stationsort på smalspåriga Kalmar-Torsås Järnväg.
I Vassmolösa inrättades ett gästgiveri vid landsvägen söderut från Kalmar redan på 1500-talet. Vid gästgiveriet har sedan funnits en tingslokal för Södra Möre härad sedan 1600-talet.

## Befolkningsutveckling
| Befolkningsutvecklingen i Vassmolösa 1960–2020 | Befolkningsutvecklingen i Vassmolösa 1960–2020 | Befolkningsutvecklingen i Vassmolösa 1960–2020 | Befolkningsutvecklingen i Vassmolösa 1960–2020 | Befolkningsutvecklingen i Vassmolösa 1960–2020 |
| ---------------------------------------------- | ---------------------------------------------- | ---------------------------------------------- | ---------------------------------------------- | ---------------------------------------------- |
|                                                |                                                |                                                |                                                |                                                |
| År                                             |                                                |                                                | Folkmängd                                      | Areal (ha)                                     |
| 1960                                           | 1960                                           |                                                | 470                                            |                                                |
| 1965                                           | 1965                                           |                                                | 526                                            |                                                |
| 1970                                           | 1970                                           |                                                | 524                                            |                                                |
| 1975                                           | 1975                                           |                                                | 536                                            |                                                |
| 1980                                           | 1980                                           |                                                | 523                                            |                                                |
| 1990                                           | 1990                                           |                                                | 538                                            | 134                                            |
| 1995                                           | 1995                                           |                                                | 553                                            | 134                                            |
| 2000                                           | 2000                                           |                                                | 552                                            | 135                                            |
| 2005                                           | 2005                                           |                                                | 544                                            | 136                                            |
| 2010                                           | 2010                                           |                                                | 535                                            | 136                                            |
| 2015                                           | 2015                                           |                                                | 524                                            | 124                                            |
| 2020                                           | 2020                                           |                                                | 531                                            | 127                                            |
|                                                |                                                |                                                |                                                |                                                |